# Dip (cvik)

Dip

Dip je svalový cvik na hrudní svalstvo. Archivováno 29. 10. 2018 na Wayback Machine.Při dipech zabírají ramena, paže, hrudník, a záda. Pro lepší tvar (ve tvaru písmene V) existují dipy s širším úchopem.

## Postup

### Dipy na paralelních hrazdách (bradlech)
1. Tělo se lehce nakloní dopředu, lokty zůstávají nad dlaněmi
2. Pomocí tricepsů a hrudníku se zvedá tělo. Stupeň náklon určuje poměr zaběru hrudník a tricepsů.